# Ngari
Ngari (em tibetano: མངའ་རིས་ས་ཁུལ་; Wylie: mnga' ris sa khul; chinês tradicional: 阿里地區, chinês simplificado: 阿里地区, pinyin: Ālǐ Dìqū) é uma prefeitura da região autónoma do Tibete da China, aproximadamente correspondente à região histórica do Tibete Ocidental. A maior cidade e sede administrativa da prefeitura é Shiquanhe. Com 304 683 km² de área e 95 465 habitantes em 2010 (densidade: 0,3 hab./km²), é uma das regiões menos povoadas do Tibete.
A prefeitura situa-se no extremo ocidental da região autónoma do Tibete, na parte noroeste do planalto tibetano, e estende-se até aos Himalaias ocidentais nas fronterias oeste e sudoeste com a Índia e com o Nepal. Inclui uma parte do Aksai Chin, um território disputado pela Índia e pela China mas efetivamente controlado pela China, pela qual passa a Autoestrada Sinquião-Tibete.
Entre o século VI a.C. e 625 d.C., Ngari foi um reino ou conjunto de reinos, de nome Zhangzhung ou Shangshung. Entre 912 e 1630 foi o centro do reino de Guge e posteriormente, juntamente com Ü e Tsang, Ngari formou Ü-Tsang, uma das três províncias tradicionais do Tibete (as outras eram Amdo and Kham).
Ngari é conhecido principalmente pelo monte Kailash e pelo lago Manasarovar, locais sagrados para as religiões bön, budismo, hinduísmo e jainismo, que atraem numerosos peregrinos e turistas. O Kailash é identificado com monte Meru, centro do universo nas cosmologias daquelas religiões. Com 6 714 m de altitude, é o principal cume do Transimalaia, também chamado cordilheira de Kailash ou montes Gangdisê. Em volta do Kailash há quatro antigos mosteiros budistas famosos: o Zhabura, Chiu, Zheri e Zhozhub. O lago Manasarovar situa-se a 4 588 m de altitude, tem 412 km² de superfície e profundidade máxima de 70 m.

## História
A região de Ngari foi o berço de duas grandes civilizações: Zhangzhung ou Shangshung e Guge (este último chamado Coqué em fontes portuguesas do século XVII).
A civilização pré-budista de Zhang-zhung durou quase 15 séculos, desde c. 1 000 a.C. até meados do século VII. Nesse século, a região foi absorvida pelo Império do Tibete (629–877). Durante a Era da Fragmentação (séculos X e XI), que se seguiu à morte de Langdarma, o último imperador, os territórios do império foram partilhados entre dois dos seus filhos, Ösung e Yumten. Este último e os seus sucessores reinaram em Ü-Tsang (centro e centro-oeste do Tibete), enquanto que o no Ngari reinaram Ösung e os seus sucessores.
Nyimagön (ཉི་མ་མགོན།), neto de Ösung que viveu no fim do século X, conquistou todo o Tibete ocidental e partilhou o seu território com os três filhos: Palgyigön (dPal gyi mgon) ficou com Maryül (atual Ladaque), Tashigön (བཀྲ་ཤིས་མགོན།; bKra shis mgon) ficou com Guge (གུ་གེ) e Purang (ou Burang) e Detsukgön (བདེ་བཙུགས་མགོན།; lDe gtsug mgon) ficou com Mangyül, no Baixo Ngari, junto ao Nepal  (ou com o Zanskar [ཟངས་དཀར།], segundo outras fontes), onde fundou a dinastia de Mangyül Gungthang (mang yul gung thang). Em meados do ano 1000, o Ngari tornou-se num dos centros de difusão do budismo no seio do reino de Guge, o qual duraria até à primeira metade do século XVII.

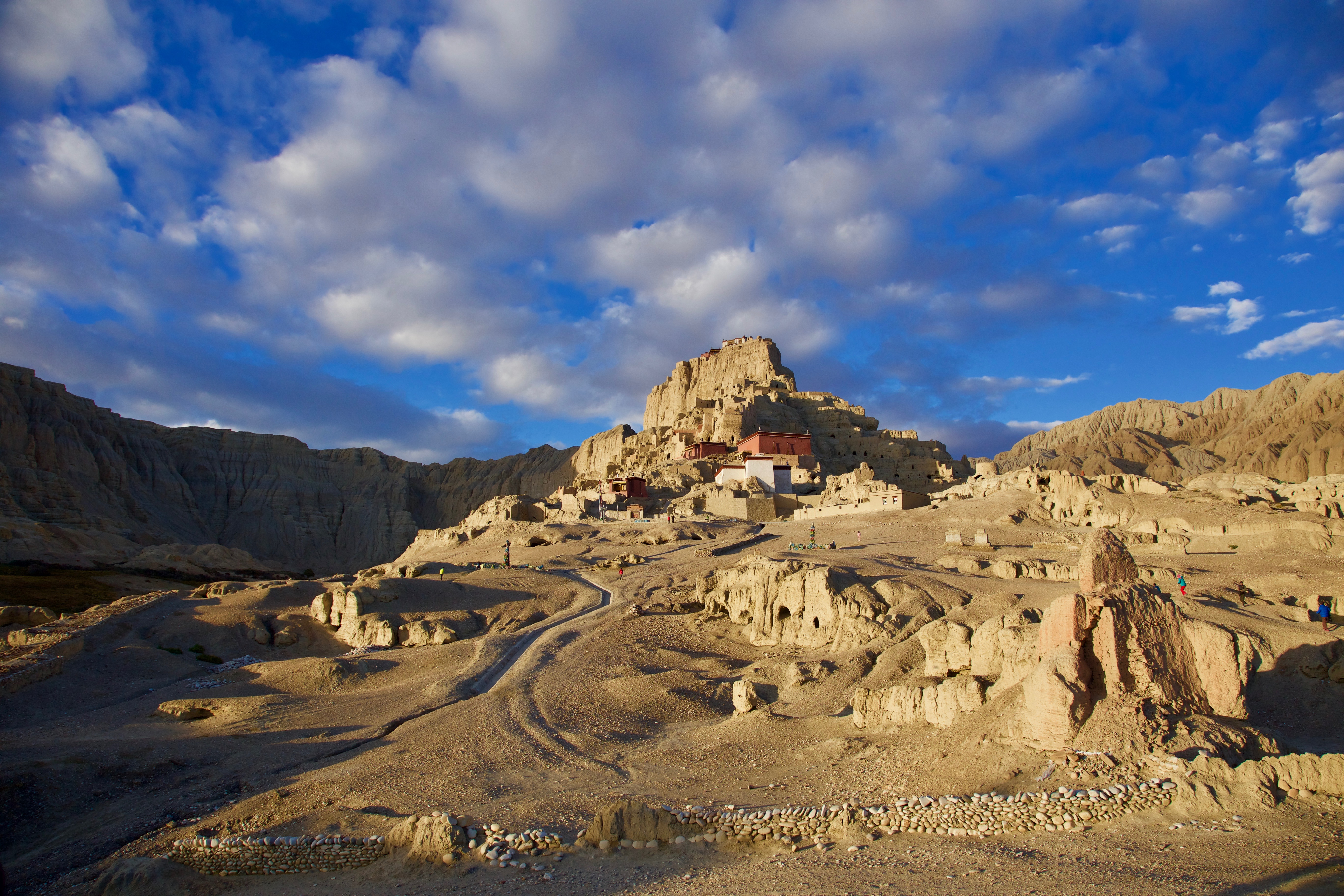
A cidadela de Chaparangue, capital do reino de Guge, onde exitiu uma missão de jesuítas portugueses, fundada em meados da década de 1620 por António de Andrade, o primeiro europeu que esteve em terras do atual Tibete

No século XIII, aquando da conquista do Tibete pelos mongóis, o Ngari foi integrado no Império Mongol[carece de fontes?] e no final desse século passou a fazer parte dos territórios da Dinastia Iuane. Durante o reinado de Cublai Cã (r. 1260–1294), a escola Sakyapa do budismo tibetano tornou-se a principal religião do império. Durante cerca de um século (de 1271 a 1368), o poder dessa escola cresceu e na prática tomou o controlo efetivo do Tibete Ocidental, libertando-se da suserania Tibete Central, devido sobretudo ao facto de ser uma região muito distante, onde o controlo da Dinastia Iuane era, quando muito apenas formal. Há historiadores, como Roberto Vitali na sua leitura crítica da obra Mnga'ris rgyal rabs, que salientam a escassez de evidências substanciais sobre o controlo direto da Dinastia Iuane sobre a região. Baseando-se numa tradução de documentos do Zha lu (ou Shaly), um mosteiro Sakya no Tibete Central, Giuseppe Tucci sugeriu igualmente que o Tibete Ocidental esteve sob o controlo do Império Iuane e não do Tibete Central durante o século XIV. Para Roberto Vitali, a Sakyapa tomou o controlo do reino de Guge através dos feudatários Khab Gung-thang e Zhwa-lu depois do fim do reinado de Grags-pa-lde, entre 1277 e 1280, enquanto que para Luciano Petech, a Dinastia Iuane em parceria com os Sakyapa controlaram o Tibete Central e o Ngari inferior entre 1288 e 1368.
Em 1624, o primeiro europeu que esteve em terras do atual Tibete, o padre português António de Andrade esteve em Chaparangue (Tsaparang), a capital de Guge, onde se encontrou com o rei Tri Tashi Dakpa (Khri bKra shis Grags pa lde?). Este soberano, que seria o último do reino de Guge, autorizou a criação duma missão jesuíta, que construiu uma igreja e fez algumas conversões. A missão durou alguns anos, tendo sido extinta pouco depois da conquista de Guge pelo Ladaque. Em 1640, Manuel Marques, companheiro de Andrade na primeira viagem, tentou voltar a Chaparangue mas foi feito prisioneiro e nunca mais se soube dele, apesar dum padre jesuíta ter estado vários meses em Caxemira para tentar negociar a sua libertação.
Em 1630, o reino de Guge foi anexado pelo reino do Ladaque, que ficou com o controlo do lago Manasarovar. Em 1642, o cã mongol qoshot Guxi Cã, até então instalado em Coconor (atual Qinghai), torna-se o "cã dos tibetanos" (nome pelo qual passou a ser conhecido na corte de Pequim), tomando o poder temporal sobre o Tibete Central e dando o poder espiritual ao Dalai Lama e combatendo os inimigos deste, o "clero vermelho" (as escola Sakya, Nyingma e Kagyu) como os adeptos da antiga religião bon-po, dando início ao período do Ganden Phodrang (1642–1959).
Após a morte de Guxi Cã em 1665, Lobsang Gyatso, o 5.º Dalai Lama, tornou-se muito poderoso e invadiu o Ladaque. O lama Ganden Tshewangpel Sangpo (em tibetano: Wylie: Gah-den Tshe-wang-pal Sang-po; também conhecido como Lama Sang), comandou um exército tibetano-mongol a partir de Ganden e avançou sobre o vizinho ocidental, dando início uma guerra que também envolveria o Império Mogol. Segundo o Igreja dos irmão morávio e tibetólogo August Hermann Francke, a invasão foi motivada, em parte, pelas minas de ouro do Ladaque, nomeadamente as de Thog Jalung. A guerra terminou com uma vitória formal da aliança ladaque-mogol em 1684, mas há registos de mercenários muçulmanos ao serviço do rei do Ladaque terem conquistado Chaparangue, mas não devem tê-la mantido durante muito tempo.[carece de fontes?]

### Século XX
Após a expedição militar britânica ao Tibete de 1903–1904 e a assinatura da Tratado de Lassa, Gartok (no Ngari), bem como Yatung e Gyantse (no Tibete Ocidental), foram abertas ao comércio britânico. Esse tratado é um dos chamados "tratados desiguais" entre potências europeias e asiáticas e foi assinado sem a presença de Thubten Gyatso, o 13.º Dalai Lama, que tinha fugido para o mosteiro Lamyn Gegeenii Dedlen Khiid, perto de Urga, na Mongólia. Foi revisto e ratificado em 1906 pela China imperial na Convenção entre a Grã-Bretanha e a China sobre o Tibete.
Na sequência da invasão chinesa de 1950–1951, o Tibete foi anexado pela China, que forçou o avanço da sua fronteira com a Índia para sudoeste. O exército chinês penetrou no Ladaque em 7 de agosto de 1959 e construiu uma estrada que liga o Sinquião (Xinjiang) ao Tibete através do Aksai Chin, reivindicado pela Índia. Em 1962 ocorre a guerra sino-indiana, durante a qual os chineses ocuparam o Aksai Chin, que integraram nas províncias de Sinquião e da Região Autónoma do Tibete, mas continua a ser reivindicado pela Índia. Este conflito reforçou as tensões na fronteira sino-indiana e causou a morte a aproximadamente 3 000 indianos e 900 chineses, a maior parte deles militares.
Durante a Revolução Cultural Chinesa (1966–1976), numerosos bens culturais e religiosos foram saqueados ou destruídos, causando perdas inestimáveis. A prefeitura de Ngari foi criada em 1970, no âmbito da Região Autónoma do Tibete, criada em 1965.

## Subdivisões
A prefeitura de Ngari está subdividida em sete distritos (xiàns).

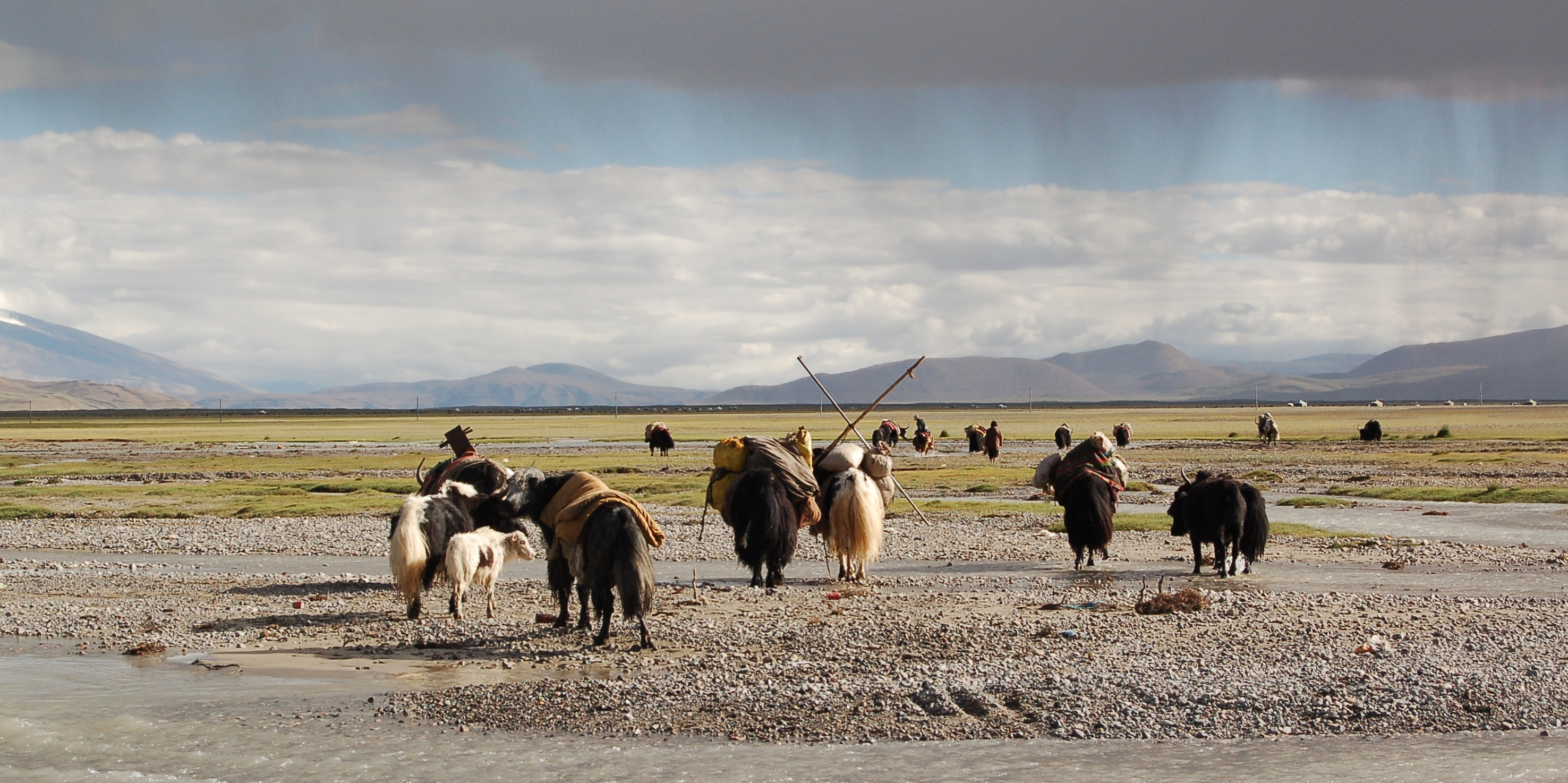
Nómadas com os seus iaques nas vizinhanças do monte Kailash

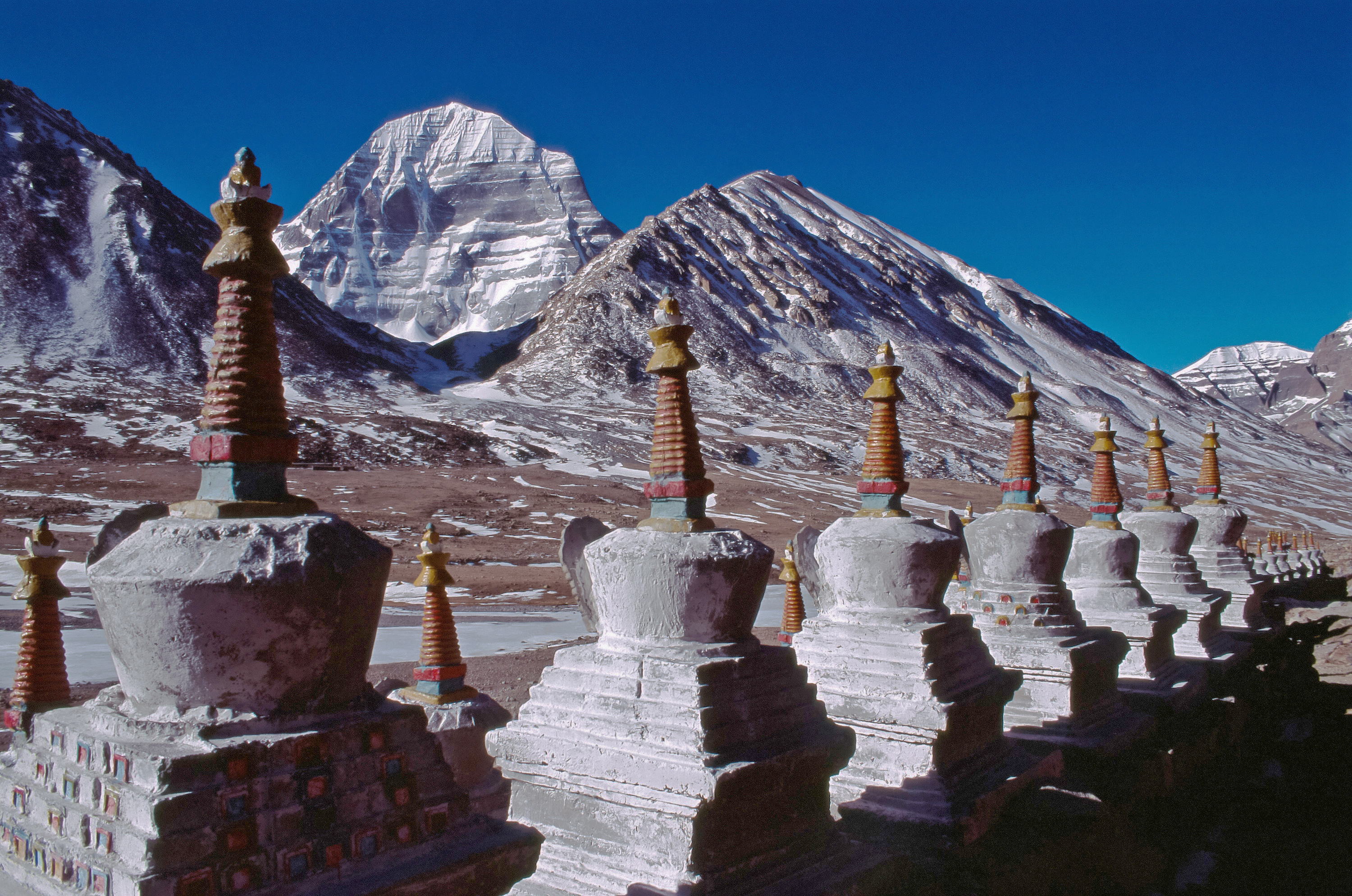
Chortens na encosta norte do monte Kailash

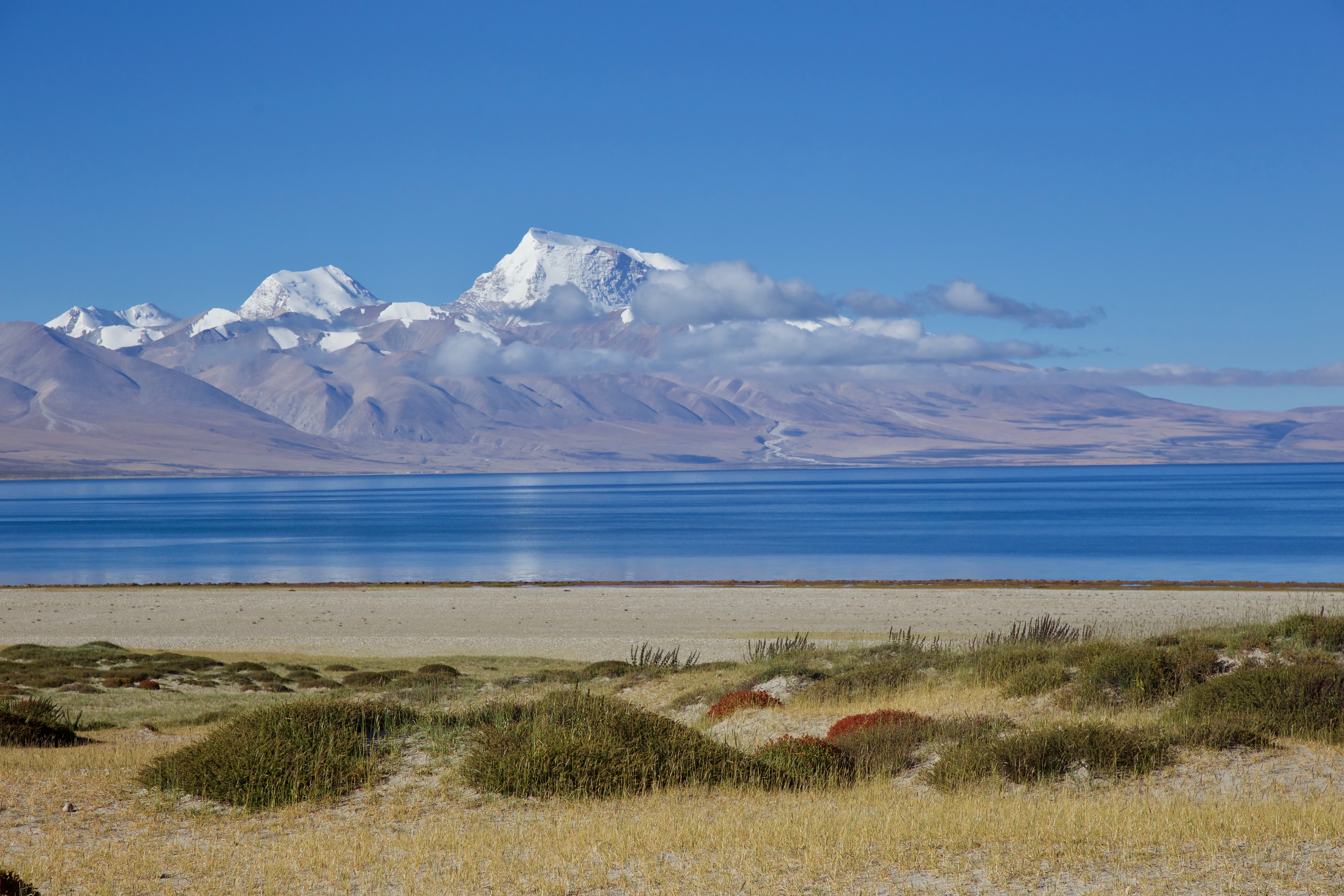
O lago Manasarovar com os cumes nevados do Gurla Mandhata ao fundo

| Mapa | Mapa     | Mapa   | Mapa         | Mapa      | Mapa              | Mapa             | Mapa       | Mapa                 |
| ---- | -------- | ------ | ------------ | --------- | ----------------- | ---------------- | ---------- | -------------------- |
|      |          |        |              |           |                   |                  |            |                      |
| #    | Distrito | Hanzi  | Hanyu Pinyin | Tibetano  | Wylie             | População (2010) | Área (km²) | Densidade (hab./km²) |
| 1    | Gar      | 噶尔县 | Gá'ěr Xiàn   | སྒར་རྫོང་    | sgar rdzong       | 16 901           | 13 179     | 1,28                 |
| 2    | Burang   | 普兰县 | Pǔlán Xiàn   | སྤུ་ཧྲེང་རྫོང་  | spu hreng rdzong  | 9 657            | 24 602     | 0,39                 |
| 3    | Zanda    | 札达县 | Zhádá Xiàn   | རྩ་མདའ་རྫོང་ | rtsa mda' rdzong  | 6 883            | 18 083     | 0,38                 |
| 4    | Rutog    | 日土县 | Rìtǔ Xiàn    | རུ་ཐོག་རྫོང་  | ru thog rdzong    | 9 738            | 77 096     | 0,13                 |
| 5    | Gê'gyai  | 革吉县 | Géjí Xiàn    | དགེ་རྒྱས་རྫོང་ | dge rgyas rdzong  | 15 483           | 46 117     | 0,34                 |
| 6    | Gêrzê    | 改则县 | Gǎizé Xiàn   | སྒེར་རྩེ་རྫོང་  | sger rtse rdzong  | 22 177           | 135 025    | 0,16                 |
| 7    | Coqên    | 措勤县 | Cuòqín Xiàn  | མཚོ་ཆེན་རྫོང་ | mtsho chen rdzong | 14 626           | 22 980     | 0,64                 |

## Transportes
O Aeroporto de Ngari-Gunsa (IATA: NGQ, ICAO: ZUAL), aberto em 2010 perto da cidade de Shiquanhe, a 4 274 m de altitude, é o terceiro aeroporto mais elevado do mundo e o quarto mais importante da Região Autónoma do Tibete.

## Cultura

### Património histórico

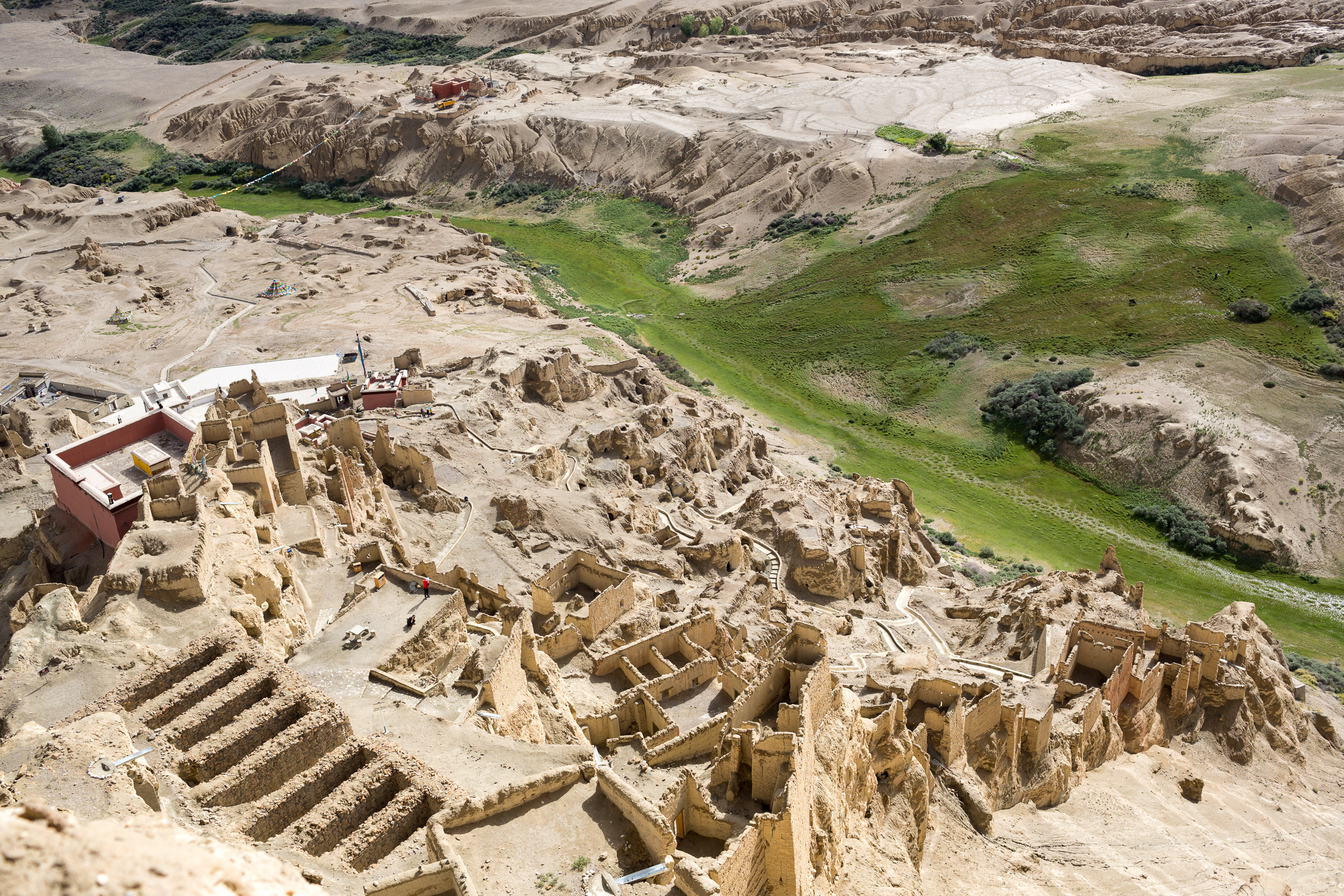
Chaparange

Até 1967, erguiam-se sobre um penhasco acima de Burang (também chamada Taklakot) o dzong de Tegla Kar ("Forte do tigre deitado"), uma antiga fortaleza, e o Mosteiro de Simbiling, ambos totalmente destruídos por artilharia chinesa durante a Revolução Cultural. O mosteiro foi depois parcialmente restaurado. Abaixo encontra-se a gompa Tsegu, ou "mosteiro dos nove andares", que ocupa vários socalcos, aos quais se sobe por escadas de mão, e contém numerosos antigos frescos únicos, obscurecidos por séculos de fumo. Provavelmente foi um estabelecimento Bön na sua origem, construído na época do reino de Zhangzhung, que depois foi conquistado pelo rei tibetano Songtsen Gampo no início do século VII. Tornou-se a principal fortaleza do reino de Purang no século X, durante o reinado de Kori, um dos dois filhos de Tashigön, rei de Guge.
No vale de Garuda, afluente do Langqên Zangbo, o principal braço superior do rio Sutlej, perto da fronteira com o Ladaque, no distrito de Zanda situam-se as ruínas de Chaparangue, capital do reino de Guge. Era uma cidadela de grandes dimensões, alcandorada no cimo dum rochedo em forma de pirâmide que se ergue entre 150 e 180 metros no final dum longo esporão estreito. Tem numerosos túneis e cavernas escavadas na rocha e na sua base há uma aldeia onde viviam as pessoas comuns. Acima da aldeia existiam dois templos públicos — o Lhakhang Marpo (Capela Vermelha) e o Lhakhang Karpo (Capela Branca) — e alojamentos de monges. Apesar dos estragos causados pelos guardas vermelhos durante a Revolução Cultural Chinesa, que destruíram a maior parte das estátuas e das pinturas murais nos dois templos, sobreviveram muitos dos magníficos frescos. Continuando a subir, uma escadaria de pedra em ziguezague num túnel dá acesso aos aposentos reais e por cima, no topo situava-se o palácio de verão.

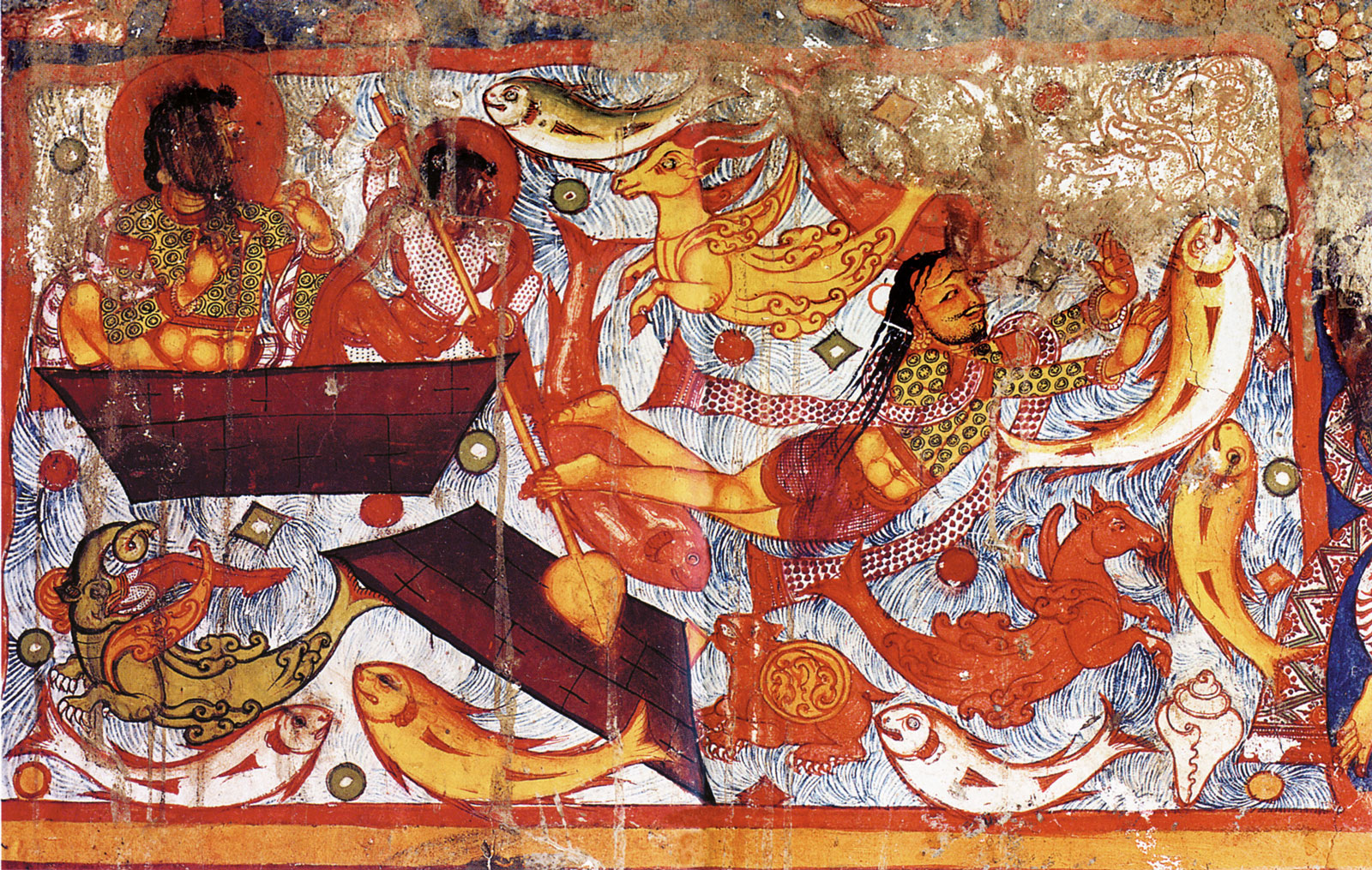
Mural do século XI no mosteiro de Toling, com o bodisatva da compaixão Avalokiteshvara representado como pescador

A pouca distância de Chaparangue encontra-se o mosteiro Bön de Gurugem. Cerca de 20 km a leste de Chaparangue, subindo o vale do Langqên Zangbo, na aldeia de Zanda (ou Tsanda, Tsada ou Zada), sede administrativa do distrito de Zanda, há alguns vestígios da outra capital de Guge, Toling (ou Tholing, Tuolin ou Toding). Zanda é um povoado essencialmente militar, cuja parte sul é ocupada por uma grande base militar. Há algumas cavernas e ruínas de antigos chortens junto ao rio.
O mosteiro de Toling situa-se imediatamente a norte da aldeia de Zanda, à beira do rio Langqên Zangbo. É o mosteiro mais antigo do Ngari e é um dos primeiros estabelecimentos fundados no início da "segunda difusão do budismo" no Tibete. Foi construído em 997 por Yesh-es-od, o primeiro grande rei-lama do Tibete, quando Toling era a capital de Guge. Foi Yesh-es-od quem patrocinou a viagem de Rinchen Zangpo, um dos mais eminentes lotsawas, a Caxemira e outras partes da Índia para estudar budismo. Segundo a lenda, Rinchen Zangpo 108 mosteiros no Ngari e no Ladaque e viveu vários anos no mosteiro de Toling, onde construiu três templos. Apesar do mosteiro estar em ruínas, devido em grande parte às destruições durante a Revolução Cultural e ao abandono, ainda há várias estátuas e belos murais de estilo tibetano ocidental.

### Gastronomia
A cozinha do Ngari e da prefeitura vizinha de Nagchu é chamada cozinha qiang (ou chiang), também se encontrando cozinha de Sichuan. Como no resto do Tibete, come-se principalmente carne seca de bovídeos (geralmente iaque),  chá com manteiga de iaque e tsampa (farinha de cevada torrada). A maioria dos outros produtos são importados das regiões vizinhas a altitudes mais baixas. Um prato típico de Burang é o "pulmão insuflado" (chinês: 吹肺, pinyin: chuīfèi), feito com pulmão de porco. O pulmão é insuflado desde a garganta e depois é recheado com uma mistura de sal, pó de fruta e de pimento e alho esmagado, sendo em seguida seco e guardado durante dois a três meses antes de ser consumido.